# 德庆学宫
23°08′33″N 115°45′48″E / 23.14250°N 115.76333°E
德庆学宫位于中国广东省肇庆市德庆县德城街道朝阳西路，始建于北宋大中祥符四年（1011年），占地8000多平方米。1962年公布为广东省文物保护单位；1996年列为第四批全国重点文物保护单位。
北宋大中祥符四年（1011年），康州（今德庆）奉诏置孔庙，将其建于子城东五里的紫极宫故址；庆历三年（1043年），知州事李仲求重修；元丰四年（1081年）迁至现址。南宋绍兴元年（1131年）十一月，康州升为德庆府，为德庆府孔庙。元至元元年被洪水冲毁，大德元年（1297年）重建；明清及现代多次重修。
德庆学宮由石栏、根星门、泮池、大成门、名宦祠、乡贤祠、大成殿、杏坛、东西庑、崇圣殿、尊经阁所组成，现大部分建筑已毁，现存棂星门、泮池、大成门、大成殿等建筑。主体建筑大成殿面阔进深各五间，宽17.36米，深17.53米，面积304.3平方米，殷高19.4米，重檐歇山顶，下檐斗栱七铺作单抄三下昂。